# Flora dell'Etiopia
La flora dell'Etiopia è molto varia da luogo a luogo, data la grande estensione del paese e la presenza di svariati climi diversi. Generalmente si distinguono quattro floristiche diverse.

## Descrizione
In senso altimetrico si riscontrano tre tipi di vegetazione che dai nativi sono denominati quollà, voina degà e degà. Il quollà include le zone relativamente basse, fino ai 1700 m circa, e la vegetazione è costituita, nei luoghi più bassi e aridi, da cespugli e da rade acacie spinose, nelle regioni umide e calde da lussureggiante vegetazione con foreste di sicomori giganti, palme selvatiche ed euforbie a candelabro; in talune regioni crescono alberi gommiferi, incenso e mirra. Nelle zone più alte e relativamente più fresche vegetano alberi di banano, di tamarindo, di ebano e alcuni tipi di orchidee. Ove abbonda l'acqua prosperano il cotone, il tabacco, la canna da zucchero, gli aromi, il caffè e quasi tutti i cereali fra i quali il tef, usato per fare il pane, e l'Eleusina dagussa dalla quale si ottiene ottima birra.
A questa prima zona fa seguito la voina degà che comprende tutti i terreni posti fra i 1800 e i 2000 m. È la zona media più estesa, più densamente popolata e coltivata e corrisponde - secondo il significato letterale del termine - alla regione della vite. Il clima moderato, il terreno fertile e le piogge copiose consentono per alcuni cereali anche tre raccolti annuali. Questa è anche la zona dove vegetano piante ad alto fusto quali tamarindi, baobab e tutte le specie di sicomori e di euforbiacee; le specie arboree più diffuse sono il grande ginepro abissino, l'olivo selvatico e ogni varietà di cedri; vegetano anche alberi della canfora, palme dum e dattilifere. La palma dum è l'albero più diffuso in Etiopia, tanto che si trova perfino nelle povere e rare oasi della desertica Dancalia. Questo albero cresce rigoglioso ed è tutto sfruttabile: il tronco per legnami da costruzioni, il frutto per mangime ed estrazione di alcool, il picciolo per la fabbricazione di graticci, la fibra delle foglie per la cellulosa e i semi per la fabbricazione dei bottoni. Lungo i fiumi prosperano anche fitte macchie di alti bambù utilizzati dagli indigeni per usi domestici. I prati e i pascoli producono numerose specie di graminacee, di leguminose, tra cui il trifoglio, molto nutrienti quali foraggi.
La vite, un tempo largamente coltivata, è oggi quasi scomparsa. Tra gli alberi da frutto si coltivano il limone, l'arancio, il banano e il melograno; il caffè cresce spontaneamente allo stato selvatico nelle zone sud-occidentali e particolarmente nel Caffa.
La regione del degà comprende tutti i terreni compresi tra i 2000 e i 3700 m. È la zona fredda, poco o niente alberata ma coperta di abbondanti pascoli sfruttati dalla pastorizia. La flora è, in questa zona, costituita da licheni, muschi, arbusti ed eriche. Però sulle dorsali ben esposte crescono pini, ginepri, molte piante alpine e, dove il terreno è coltivato, si producono anche ottimi cereali. È risaputo che l'Etiopia è il solo Paese dove il grano si coltiva fin quasi ai 3000 m e con esso patate, piselli, lenticchie e altri legumi. I boschi delle zone più basse del degà sono caratterizzati dalla presenza dell'olivo selvatico (Olea chrysophylla), del ginepro abissino e da un'alta conifera, il podocarpo. La Kosa (Hagenia abyssinica) è anche reperibile a queste altitudini; i suoi fiori e frutti sono usati dagli etiopici per la preparazione dei medicinali.
Al di sopra di queste tre zone ne esiste però una quarta del tutto improduttiva. È la zona delle cime più elevate del Semien e dei monti del Goggiam, totalmente abbandonata dai nativi che la distinguono col nome di nurc (ghiaccio); in questa zona cresce l'erica arborea e altri pochi arbusti.